# Ari (Abruzzen)
Ari ist ein Ort mit 1065 Einwohnern in der Provinz Chieti in der Region Abruzzen in Italien. 
Ari ist ein Ort, der von Obstanbaugebieten und Weinfeldern umgeben ist. Bekannt ist der Ort für seine große Weinproduktion. Die Nachbargemeinden sind Canosa Sannita, Filetto, Giuliano Teatino, Miglianico, Orsogna, Vacri und Villamagna.

## Weinbau
In der Gemeinde werden Reben der Sorte Montepulciano für den DOC-Wein Montepulciano d’Abruzzo angebaut.